# Pachycrepoideus
Pachycrepoideus is een geslacht van vliesvleugeligen uit de familie Pteromalidae. De wetenschappelijke naam van dit geslacht is voor het eerst geldig gepubliceerd in 1904 door Ashmead.

## Soorten
Het geslacht Pachycrepoideus omvat de volgende soorten:
- Pachycrepoideus schedli Delucchi, 1956
- Pachycrepoideus veerannai Narendran & Anil, 1992
- Pachycrepoideus vindemmiae (Rondani, 1875)